# En sång för Martin
En sång för Martin är en svensk romantisk dramafilm från 2001 i regi av Bille August. Manuset bygger på Ulla Isakssons självbiografiska bok Boken om E, som handlar om hennes make Erik Hjalmar Linder som drabbades av Alzheimers sjukdom.

## Handling
Violinisten Barbara möter kompositören Martin och de förälskar sig. De flyttar ihop och Barbara hjälper Martin att försöka avsluta hans storverk, en opera. Men Martin börjar glömma saker och en läkare konstaterar att han lider av Alzheimers sjukdom. Barbara kämpar tålmodigt med att ta hand om honom, men Martin försvinner in i sig själv, och förlorar gradvis kontakten med omvärlden.

## Om filmen
Filmen är till stora delar inspelad på Hamburgö i Tanums kommun. Filmens urpremiär var förlagd till Folkets hus i Hamburgsund.
Rollen som Barbara blev Viveka Seldahls sista roll.
En sång för Martin har visats i SVT, bland annat 2004, 2007, i december 2020 och i juni 2021.

## Skådespelare
- Sven Wollter – Martin
- Viveka Seldahl – Barbara Hartman[1]
- Reine Brynolfsson – Biederman, Martins agent
- Lisa Werlinder – Elisabeth
- Peter Engman – Philip
- Jonas Falk – läkare
- Kristina Törnqvist – neurolog Gerlich
- Anne-Li Norberg – kulturminister
- Asta Kamma August – Marianne
- Alba August – Mathilda
- Göran Parkrud – Alex
- Dag Malmberg – Henrik